# Camilla Carlson
Camilla Carlson, née le 28 janvier 1930 et morte le 28 février 1990 était une poétesse, romancière et critique littéraire norvégienne. Elle a fait ses débuts littéraires avec le recueil de poésie Sanden og havet (1958). Elle a été présidente de l'Union des auteurs norvégiens de 1977 à 1981.
Elle était mariée au sculpteur Ståle Kyllingstad.